# Der Imaginäre
Der Imaginäre (japanisch 屋根裏のラジャー Yaneura no Rajā, im Englischen The Imaginary oder auch The Imaginary World, im Deutschen auch Amandas unsichtbarer Freund) ist ein Anime-Abenteuerfilm von Regisseur Yoshiyuki Momose und Drehbuchautor und Produzent Yoshiaki Nishimura. Der Film  basiert auf dem gleichnamigen Roman von A. F. Harold mit Illustrationen von Emily Gravett. Der Film kam Mitte Dezember 2023 in die japanischen Kinos, feierte im Juni 2024 beim Festival d’Animation Annecy seine internationale Premiere und wurde Anfang Juli 2024 in das Programm von Netflix aufgenommen.

## Handlung
Die kleine Amanda lebt glücklich mit ihrer Mutter Lizzie zusammen in ihrem schönen kleinen Haus im Landhausstil. Lizzie betreibt eine Buchhandlung. Amanda hat einen imaginären Freund namens Rudger. Gemeinsam tauchen sie in ihrem Schlafzimmer im Dachgeschoss in ihre lebhafte Fantasiewelt ein. Sie rodeln in einem Pappkarton einen schneebedeckten Hügel hinunter, schwimmen durch einen farbenprächtigen Ozean oder fliegen auf einem riesigen Vogel durch den Himmel.
Imaginäre Freunde unterliegen jedoch einem unaufhaltsamen Schicksal. Sie lösen sich auf, wenn sie von Menschen vergessen werden. Als Amanda nach einem Unfall ins Koma fällt, beginnt Rudger langsam aus der Welt zu verschwinden. Er wird von einer geheimnisvollen Katze mit roten und blauen Augen namens Zinzan vor Mr. Bunting gerettet, der die imaginären Freunde von Menschen ebenfalls sehen kann, auf diese Jagd macht und auch Rudger auf den Fersen ist. Sie bringt ihn in die Bibliothek, wo sich die „Stadt der imaginären Wesen“ befindet, die zu einem Zufluchtsort für solche wie ihn geworden ist. Dort lernt er Emily und das Nilpferd Snowflake kennen, die Mr. Bunting für eine urbane Legende halten.

## Produktion

### Literarische Vorlage und Filmstab
„Beim Lesen wurde meine eigene Fantasie angeregt, und das wollte ich unbedingt beibehalten. Erwachsene beobachten und analysieren mit ihrem erwachsenen Gehirn, während das Gehirn von Kindern völlig anders funktioniert. Ich wollte diesen Mangel an kohärenter Logik einfangen.“

Der Film basiert auf dem Roman The Imaginary von A.F. Harold mit Illustrationen von Emily Gravett aus dem Jahr 2014. Der 1975 geborene Brite wurde für seine Gedichte und Geschichten bereits mit Schreibstipendien und Preisen ausgezeichnet. Er schreibt für Kinder und Erwachsene und organisiert zudem Lesungen in Schulen, Poetry-Slams und Workshops.
Regie führte Yoshiyuki Momose, dessen erster Langfilm es war. Produziert wurde der Film von dem zweifach für einen Oscar nominierten Japaner Yoshiaki Nishimura, der auch Harolds Roman für den Film adaptierte. Er ist bekannt für die Filme Die Legende der Prinzessin Kaguya von 2013 und Erinnerungen an Marnie von 2014. Das Konzept des imaginären Freundes sei in der japanischen Gesellschaft nicht sehr verbreitet, weshalb Nishimura nach einer Geschichte suchte, die sich mit diesem Thema beschäftigt. Dabei war er auf Harolds Buch gestoßen. Er dachte, dass die Geschichte überall spielen könnte, und siedelte sie in seiner Adaption in Japan an.
Der Imaginäre ist der zweite Spielfilm des japanischen Studios Ponoc, das von Veteranen des Studio Ghibli gegründet wurde, unter diesen auch Momose und Nishimura.

### Sprecher
| Rolle           | Sprecher im Original | Deutsche Synchronsprecher |
| --------------- | -------------------- | ------------------------- |
| Rudger          | Kokoro Terada        | Karl Alwin Solvik         |
| Amanda          | Rio Suzuki           | Annika Theusner           |
| Zinzan          | Takayuki Yamada      | Sascha Rotermund          |
| Emily           | Riisa Naka           | Magdalena Montasser       |
| Lizzie          | Sakura Andou         | Marie Bierstedt           |
| Mr. Bunting     | Issei Ogata          | Pierre Peters-Arnolds     |
| Schneeflocke    | Mitsuaki Kanuka      | Axel Malzacher            |
| Aurora          | Hana Sugisaki        | Lou von Lenski            |
| Der Alte Hund   | Akira Terao          | Stefan Gossler            |
| Drone           | Ikue Ōtani           | Fabian Hollwitz           |
| Granny Downbeat | Atsuko Takahata      | Margot Rothweiler         |
| John            | Eito Kawahara        | Jakob Gisbertz            |
| Julia           | Kokoro Hirasawa      | Aurelia van Cauwelaert    |
| Klappergestell  | Teiyuu Ichiryuusai   | Tom Sielemann             |

Rio Suzuki, bekannt aus der Fernsehserie Yae no Sakura und aus Filmen wie Kodomo shokudou und Saikô no jinsei no mitsuke kata, spricht im Original Amanda. Kokoro Terada leiht in der Originalfassung ihrem imaginären Freund Rudger seine Stimme. Weitere Hauptsprecher in der japanischen Version sind Sakura Ando, Riisa Naka, Takayuki Yamada, Atsuko Takahata und Issei Ogata.
Die deutsche Synchronisation erfolgte durch die Iyuno-SDI Group Germany GmbH in Berlin. Katrin Posse schrieb das Dialogbuch, Tom Sielemann führte die Dialogregie. In dieser leihen Karl Alwin Solvik und Annika Theusner Rudger und Amanda ihre Stimmen.
In der englischsprachigen Fassung werden Amanda und Rudger von Evie Kisze und Louie Rudge-Buchanan gesprochen. Hayley Atwell leiht Amandas Mutter Lizzie ihre Stimme.

### Filmmusik
Die Filmmusik komponierten Agehasprings und Kenji Tamai. Letzterer war zuletzt für die Anime-Fernsehserie Girls Band Cry tätig. An der Aufnahme war auch die italienische Sängerin Lucilla Galeazzi beteiligt. Das Soundtrack-Album mit insgesamt 28 Musikstücken, darunter auch die einleitenden Takte von Also sprach Zarathustra, wurde Ende Juni 2024 von Milan Records als Download veröffentlicht.

### Marketing und Veröffentlichung
Der Film kam am 15. Dezember 2023 in die japanischen Kinos. Im Juni 2024 feierte er beim Festival d’Animation Annecy seine internationale Premiere. Der erste englischsprachige Trailer wurde Mitte Juni 2024 vorgestellt. Am 28. Juni 2024 kam der Film in ausgewählte US-Kinos. Am 5. Juli 2024 wurde der Film in das Programm von Netflix aufgenommen.

## Rezeption

### Kritiken
Der Imaginäre erhielt international ein gutes Presseecho, was sich auch in den Auswertungen US-amerikanischer Aggregatoren widerspiegelt. Von den bei Rotten Tomatoes aufgeführten Kritiken sind 91 Prozent positiv. Bei Metacritic erhielt der Film einen Metascore von 66 von 100 möglichen Punkten.

### Einsatz im Unterricht
Das Onlineportal kinofenster.de empfiehlt Der Imaginäre ab der 4. Klasse für die Unterrichtsfächer Deutsch, Ethik, Religion, Kunst und Englisch und bietet Materialien zum Film für den Unterricht. Dort schreibt Stefan Stiletto, je weiter die Handlung voranschreitet, desto mehr erzähle der Film über Amanda, die Rudger vor allem erfunden hat, um den Tod ihres Vaters zu verarbeiten. So lade der Film dazu ein, in lebenskundlichen Fächern wie Ethik oder Religion über Trauer und Trauerbewältigung zu sprechen, wobei vor allem der Erinnerung eine große Bedeutung zukomme. In diesem Zusammenhang ließ sich die Frage diskutieren, welche Spuren jemand hinterlässt, der gestorben ist. Auch welche Rolle Fantasie spielt, inwieweit diese vor allem für Kinder wichtig ist und was sie für Erwachsene bedeutet, könne mit Bezug auf die jungen und alten Figuren aus Der Imaginäre besprochen werden.

### Auszeichnungen
Festival d’Animation Annecy 2024
- Nominierung für den Cristal du long métrage (Yoshiyuki Momose)[10]